# Rote Traubenspiere
Die Rote Traubenspiere (Neillia affinis) ist eine Pflanzenart aus der Familie der Rosengewächse, die kleine Sträucher bildet. Ihr Verbreitungsgebiet liegt in Zentral-, Ost- und Südost-Asien.

## Beschreibung
Die Rote Traubenspiere ist ein bis zu 2 Meter hoher Strauch mit rotbraunen, kantigen und kahlen Trieben. Die Knospen sind lang-eiförmig, purpur-rot mit stumpfem oder spitzem Ende, und vier bis fünf am Rand leicht behaarter Knospenschuppen.
Die Blätter haben einen 8 bis 12 Millimeter langen, wenig behaarten bis beinahe kahlen Stiel. Die Nebenblätter sind etwa 4 Millimeter lang, lang-eiförmig bis linear-lanzettlich, beinahe kahl, spitz mit gesägtem Rand. Die Blattspreite ist einfach, 3,5 bis 6,8 Zentimeter lang und 3 bis 5 Zentimeter breit, eiförmig bis eiförmig-länglich, gelappt, lang zugespitzt mit mehr oder weniger herzförmiger Basis und einfach oder doppelt gesägtem Rand. Die beiden Basislappen sind oft lang zugespitzt. Die Blattunterseite ist an den Nerven leicht behaart.
Die Blüten stehen zu fünf bis 15 in dichten, 3 bis 8 Zentimeter langen Trauben mit behaartem Stiel. Sie haben einen Durchmesser von 4 bis 5 Millimeter, und einen 3 bis 5 Millimeter langen, behaarten Blütenstiel. Der Blütenbecher ist glocken- bis urnenförmig, 2 bis 5 Millimeter lang und außen dicht behaart. Die Kelchblätter sind dreieckig-lanzettlich, kürzer als die Kelchröhre, auf beiden Seiten behaart, ganzrandig und lang zugespitzt. Die Kronblätter sind rosafarben, 2 bis 5 Millimeter lang und verkehrt-eiförmig. Je Blüte werden etwa 20 Staubblätter und ein bis fünf Fruchtblätter gebildet. Der Fruchtknoten ist zylindrisch und flaumig behaart und hat vier bis sechs selten bis 10 Samenanlagen. Die Balgfrüchte sind elliptisch und behaart, die Samen sind eiförmig. Die Art blüht von Mai bis Juni, die Früchte reifen von Juli bis September.

## Verbreitung und Ökologie
Das natürliche Verbreitungsgebiet liegt in den chinesischen Provinzen Sichuan, Xizang und Yunnan. Sie wächst in artenreichen Wäldern in Höhen von 1100 bis 3500 Metern auf frischen bis feuchten, sauren bis neutralen, sandig- oder lehmig-humosen Böden an sonnigen bis halbschattigen Standorten. Die Art ist wärmeverträglich und meist frosthart.

## Systematik
Die Rote Traubenspiere (Neillia affinis) ist eine Art aus der Gattung der Traubenspieren (Nellia) in der Familie der Rosengewächse (Rosaceae), Unterfamilie Spiraeoideae, Tribus Neillieae. Die Art wurde von William Botting Hemsley 1892 erstbeschrieben.
Es werden drei Varietäten unterschieden:
- Neillia affinis var. affinis mit ein bis zwei Fruchtblättern mit 4 bis 6 Samenanlagen und 3 bis 8 Zentimeter langen Blütenständen mit 6 bis 15 Blüten. Man findet die Varietät in Mischwäldern in Höhen von 1100 bis 3500 Metern in Zentral-Sichuan, Süd-Xizang und Nordwest-Yunnan.[5]
- Neillia affinis var. pauciflora (Rehder) J.E. Vidal mit einem Fruchtblättern mit 8 bis 10 Samenanlagen und 3 bis 4 Zentimeter langen Blütenständen mit 5 bis 10 Blüten. Das Verbreitungsgebiet liegt in Südost-Yunnan in 2000 bis 2300 Metern Höhe.[6]
- Neillia affinis var. polygyna Cardot ex J.E. Vidal mit drei bis fünf Fruchtblättern. Das Verbreitungsgebiet liegt in offenen Wäldern im Nordwesten von Yunnan in Höhenlagen von etwa 3400 Metern.[7]

## Verwendung
Die Rote Traubenspiere wird aufgrund ihrer dekorativen Blüten manchmal als Ziergehölz verwendet.

## Nachweise